# Ли Иньцяо
Ли Иньця́о (кит. 李銀橋, 1927 — 23 сентября 2009, Пекин) — начальник охраны Мао Цзэдуна.
Ли Иньцяо был учеником школы традиционного Уданского ушу (уданпай), хорошо овладел рукопашным боевым искусством тайцзицюань и искусством фехтования тайцзицзянь. В возрасте 11 лет он поступил в армию. С августа 1947 года по апрель 1962 года он был охранником, заместителем начальника охраны и, наконец, начальником охраны председателя Мао Цзэдуна.
После смерти Мао Цзэдуна, когда его жена Цзян Цин была репрессирована, а их дочь Ли Нэ была изолирована в психиатрической больнице, о ней заботились Ли Иньцяо и Хань Гуйсинь.
Только одно приносило Ли Нэ успокоение тогда, когда она жила в уездной психушке. Её приходила навещать её няня с детских лет Хань Гуйсинь, а потом это было разрешено и мужу няни Ли Иньцяо, он более десяти лет был старшим телохранителем Мао Цзэдуна. Хань Гуйсинь и Ли Иньцяо были глубоко преданы Мао Цзэдуну, который в своё время способствовал их браку. Хань Гуйсинь и Ли Иньцяо знали Ли Нэ с детства и по-человечески хорошо относились к ней, жалели её..
Сама Цзян Цин называла Ли Иньцяо и его жену «достойными людьми».
В фильме «Великое дело основания государства» (2009) роль Ли Иньцяо исполняет актёр, модель и певец Хуан Сяомин.